# Vjačeslav Budzynovskyj
Vjačeslav Budzynovskyj, cyrilicí В'ячеслав Будзиновський (30. ledna 1868 Bavoriv – 14. února 1935 Lvov), byl rakouský politik ukrajinské (rusínské) národnosti z Haliče, na počátku 20. století poslanec Říšské rady.

## Biografie
Působil coby novinář ve Lvově. Byl činný jako publicista. Studoval na Vídeňské univerzitě a Lvovské univerzitě. V roce 1890 patřil mezi zakladatele Ukrajinské radikální strany. Podporoval začlenit do jejího programu i pasáž o ukrajinské nezávislosti. V roce 1899 spoluzakládal Ukrajinskou národně demokratickou stranu. Redigoval periodika Hromadskyj Holos, Svoboda a Pracja a je autorem několika politických spisů.
Působil také coby poslanec Říšské rady (celostátního parlamentu Předlitavska), kam usedl ve volbách do Říšské rady roku 1907, konaných poprvé podle všeobecného a rovného volebního práva. Byl zvolen za obvod Halič 60 (Bučač-Pidhajci-Monastyryska-Vyšnivčyk). Mandát zde obhájil i ve volbách do Říšské rady roku 1911.
Po volbách roku 1907 byl uváděn coby člen poslaneckého Rusínského klubu, po volbách roku 1911 byl členem klubu Ukrajinské parlamentní zastoupení.
V letech 1927–1930 zastával funkci předsedy Ukrajinské strany práce, která byla prosovětsky orientovaná.